# Feel Flows (álbum)
Feel Flows: The Sunflower & Surf's Up Sessions 1969–1971 es un álbum recopilatorio y box set grabado por la banda de rock estadounidense The Beach Boys y editado por Capitol/UME el 27 de agosto de 2021.
Está dedicado en gran parte al material que el grupo grabó durante la realización de los álbumes Sunflower (1970) y Surf's Up (1971). Producido por Mark Linett y Alan Boyd, es el primer lanzamiento de archivo importante de la banda desde Wake the World y I Can Hear Music en 2018. El título está tomado de la canción "Feel Flows" del álbum Surf's Up.
La compilación se editara en cuatro formatos diferentes: una caja de cinco CD, un juego de dos CD, un vinilo doble y un vinilo cuádruple. La caja incluye ediciones remasterizadas de los álbumes Sunflower y Surf's Up junto con 108 pistas inéditas, la mayoría de las cuales son momentos destacados de la sesión, versiones alternativas y mezclas alternativas (incluidas mezclas instrumentales y a capella). Feel Flows también incluye grabaciones en vivo, promociones de radio y tomas descartadas que no se incluyeron originalmente en ninguno de los anteriores álbumes, así como varias pistas extraídas del abortado álbum en solitario de Poops/Hubba Hubba Dennis Wilson.

## Antecedentes
Feel Flows fue producido por el ingeniero Mark Linett y Alan Boyd. Se hicieron entrevistas nuevas con Al Jardine, Bruce Johnston, Mike Love y Brian Wilson para las notas del álbum. Según el crítico musical Howie Edelson, él, Linett y Boyd "habían trabajado en ello [desde 2018]. Esos dos juntaron todo el jodido [sic] asunto. Horas y horas y horas y horas. Como consultor oficial de BRI, me pidieron mi opinión en todo momento y me consultaron con la cabeza y el corazón".
La compilación fue montada en cuatro formatos diferentes: caja de 5 CD, set de 2 CD, en conjunto de 4 LP y LP doble. La caja incluye un folleto de 48 páginas, editado por Edelson, y versiones recientemente remasterizadas de los álbumes Sunflower y Surf's Up junto con 108 pistas inéditas. La mayoría de esas pistas constituyen momentos destacados de las sesiones, versiones alternativas y mezclas alternativas (incluidas mezclas instrumentales y a capella), con un porcentaje menor reservado para presentaciones en vivo, promociones de radio y tomas descartadas que no se incluyeron originalmente en ninguno de los álbumes. El disco cinco incluye varias pistas extraídas del in-edito álbum Poops / Hubba Hubba de Dennis Wilson, que escribió con el músico de gira de Beach Boys, Daryl Dragon.
Entre las grabaciones de estudio que no se habían publicado de ninguna forma se incluyen "'Til I Die" (demo de piano), "Big Sur" (versión de 1970), "Sweet and Bitter", "My Solution", "Seasons in the Sun", "Baby Baby", "Awake", "It's a New Day", "Medley: All of My Love / Ecology", "Before", "Behold the Night", "Old Movie (Cuddle Up)", "Hawaiian Dream", "I've Got a Friend", "You Never Give Me Your Money" y "Won't You Tell Me" (demo).
Las versiones de "Marcella" y "You Need a Mess of Help to Stand Alone" se incluyeron como avances para el próximo lanzamiento de archivo, que se centrará de manera similar en Carl and the Passions - "So Tough" (1972) y Holland (1973).

## Publicaciones
En diciembre de 2019, como parte de sus lanzamientos anuales de material inédito con el fin de extender los derechos de autor sobre dicho material, Capitol y UMG editaron 1969: I'm Going Your Way, un EP que constaba de tres temas inéditos extraídos de las sesiones de Sunflower: "I'm Going Your Way", "Slip On Through" (una versión alternativa) y "Carnival (Over the Waves)". Al Jardine y Bruce Johnston dijeron a los fans que tras la edición del EP podría seguir un lanzamiento más extenso dedicado a Sunflower y Surf's Up. En febrero de 2020, Linett declaró que esperaba que el box set se lanzara en otoño: "Estamos esperando una fecha de lanzamiento. Es un proyecto grande, por lo que se necesita un poco de delicadeza para terminarlo y aprobarlo, pero todavía estamos trabajando en ello". Se informó que el box estaría completo en julio.
Feel Flows originalmente estaba preparado para editarse en 2020. Los conocedores de la banda, incluido Edelson, informaron más tarde en un tablero de mensajes de Beach Boys que la publicación se había estancado por razones no reveladas.

## Crítica
Al revisar la caja de Ultimate Classic Rock, Michael Gallucci decretó que Sunflower y Surf's Up estaban entre los mejores álbumes de la banda: "Nada aquí atraerá a los oyentes que piensan que los Beach Boys se volvieron irrelevantes después de mediados de los años 60, pero los fanáticos descubrirán muchas pistas excepcionales e inéditas de una de sus carreras más fértiles y productivas".
Rob Hughes de Uncut escribió que Feel Flows contiene "un tesoro de revelaciones ocultas". Destacó las pistas en vivo y las canciones inéditas de Dennis, y concluyó que "Feel Flows es una prueba contundente de que los Beach Boys nunca dejaron de hacer sublimes, música ingeniosa y espiritualmente investida, no importa lo lejos que hayan caído en la opinión popular".
El crítico de AllMusic Fred Thomas sintió que: "La mayoría de los oyentes casuales estarán un poco intimidados por las profundidades a las que viaja el conjunto, pero es material imprescindible para los comprometidos y fascinados de la música de la banda".

## Lista de canciones

### Box setde 5-CD

#### Disco 1
| Remsterizacion Sunflower 2019 |                                             |          |  |
| N.º                           | Título                                      | Duración |  |
| 1.                            | «Slip On Through»                           | 2:19     |  |
| 2.                            | «This Whole World»                          | 1:58     |  |
| 3.                            | «Add Some Music to Your Day»                | 3:36     |  |
| 4.                            | «Got to Know the Woman»                     | 2:43     |  |
| 5.                            | «Deirdre»                                   | 3:30     |  |
| 6.                            | «It's About Time»                           | 2:57     |  |
| 7.                            | «Tears in the Morning»                      | 4:07     |  |
| 8.                            | «All I Wanna Do»                            | 2:36     |  |
| 9.                            | «Forever»                                   | 2:42     |  |
| 10.                           | «Our Sweet Love»                            | 2:41     |  |
| 11.                           | «At My Window»                              | 2:32     |  |
| 12.                           | «Cool, Cool Water»                          | 5:03     |  |
| 13.                           | «Sunflower Promo 1» (previously unreleased) | 0:59     |  |

| Sunflower Live |                                          |          |  |
| N.º            | Título                                   | Duración |  |
| 14.            | «This Whole World» (Live 1988)           | 2:10     |  |
| 15.            | «Add Some Music To Your Day» (Live 1993) | 3:23     |  |
| 16.            | «Susie Cincinnati» (Live 1976)           | 2:46     |  |
| 17.            | «Back Home» (Live 1976)                  | 3:15     |  |
| 18.            | «It's About Time» (Live 1971)            | 3:45     |  |
| 19.            | «Riot In Cell Block 9» (Live 1970)       | 3:34     |  |

| Sunflower Bonus Tracks |                                                                            |          |  |
| N.º                    | Título                                                                     | Duración |  |
| 20.                    | «Break Away» (original 1969 single mix)                                    | 2:55     |  |
| 21.                    | «Celebrate the News» (2020 mix, previously unreleased)                     | 2:37     |  |
| 22.                    | «Loop De Loop» (1969 mix, previously unreleased)                           | 2:59     |  |
| 23.                    | «San Miguel» (2020 mix, previously unreleased)                             | 2:33     |  |
| 24.                    | «Susie Cincinnati» (2020 mix, previously unreleased)                       | 3:02     |  |
| 25.                    | «Good Time» (2019 mix, previously unreleased)                              | 2:56     |  |
| 26.                    | «Two Can Play» (2019 mix, previously unreleased)                           | 2:06     |  |
| 27.                    | «Cotton Fields (The Cotton Song)» (2021 stereo mix, previously unreleased) | 3:21     |  |

#### Disco 2
| Surf's Up 2019 remaster |                                           |          |  |
| N.º                     | Título                                    | Duración |  |
| 1.                      | «Don't Go Near the Water»                 | 2:41     |  |
| 2.                      | «Long Promised Road»                      | 3:32     |  |
| 3.                      | «Take a Load Off Your Feet»               | 2:32     |  |
| 4.                      | «Disney Girls (1957)»                     | 4:08     |  |
| 5.                      | «Student Demonstration Time»              | 3:59     |  |
| 6.                      | «Feel Flows»                              | 4:44     |  |
| 7.                      | «Lookin' at Tomorrow (A Welfare Song)»    | 1:57     |  |
| 8.                      | «A Day in the Life of a Tree»             | 3:09     |  |
| 9.                      | «'Til I Die»                              | 2:32     |  |
| 10.                     | «Surf's Up»                               | 4:14     |  |
| 11.                     | «Surf's Up Promo» (previously unreleased) | 1:02     |  |

| Surf's Up Live |                                          |          |  |
| N.º            | Título                                   | Duración |  |
| 12.            | «Take a Load Off Your Feet» (Live 1993)  | 2:35     |  |
| 13.            | «Long Promised Road» (Live 1972)         | 4:14     |  |
| 14.            | «Disney Girls» (Live 1982)               | 4:23     |  |
| 15.            | «Surf's Up» (Live 1973)                  | 4:58     |  |
| 16.            | «Student Demonstration Time» (Live 1971) | 4:42     |  |

| Surf's Up Bonus Tracks |                                                            |          |  |
| N.º                    | Título                                                     | Duración |  |
| 17.                    | «Big Sur» (previously unreleased)                          | 2:35     |  |
| 18.                    | «H.E.L.P. Is On the Way» (2019 mix, previously unreleased) | 2:31     |  |
| 19.                    | «Sweet and Bitter» (previously unreleased)                 | 2:33     |  |
| 20.                    | «My Solution» (previously unreleased)                      | 3:44     |  |
| 21.                    | «4th of July» (2019 mix, previously unreleased)            | 3:11     |  |
| 22.                    | «Sound of Free» (1970 single mix, mastered 2019)           | 2:22     |  |
| 23.                    | «Lady (Fallin' in Love)» (1970 mix, previously unreleased) | 2:21     |  |
| 24.                    | «Seasons in the Sun» (previously unreleased)               | 3:27     |  |

All subsequent tracks were previously unreleased.

#### Disco 3
| Sunflower Sessions |                                                            |          |  |
| N.º                | Título                                                     | Duración |  |
| 1.                 | «Sunflower Promo 2»                                        | 0:59     |  |
| 2.                 | «Slip on Through» (track and backing vocals)               | 2:47     |  |
| 3.                 | «This Whole World» (long version track and backing vocals) | 2:47     |  |
| 4.                 | «Add Some Music To Your Day» (track and backing vocals)    | 4:35     |  |
| 5.                 | «Deirdre» (track)                                          | 3:34     |  |
| 6.                 | «It's About Time» (track and backing vocals)               | 2:54     |  |
| 7.                 | «Tears In The Morning» (track and backing vocals)          | 4:08     |  |
| 8.                 | «All I Wanna Do» (session intro, track and backing vocals) | 3:46     |  |
| 9.                 | «Forever» (session highlights)                             | 3:36     |  |
| 10.                | «Forever» (track and backing vocals)                       | 3:01     |  |
| 11.                | «Our Sweet Love» (track and backing vocals)                | 2:39     |  |
| 12.                | «At My Window» (track and backing vocals)                  | 2:50     |  |
| 13.                | «Cool, Cool Water» (alternate 2019 mix)                    | 6:24     |  |
| 14.                | «San Miguel» (track and backing vocals)                    | 2:57     |  |
| 15.                | «Loop De Loop» (track)                                     | 2:49     |  |
| 16.                | «Good Time» (session intro, track and backing vocals)      | 4:27     |  |
| 17.                | «When Girls Get Together» (track)                          | 1:47     |  |
| 18.                | «Slip On Through» (alternate 1969 mix with session intro)  | 3:25     |  |
| 19.                | «Our Sweet Love» (string section)                          | 1:00     |  |

| 1969–1970 a Cappella |                                                |          |  |
| N.º                  | Título                                         | Duración |  |
| 20.                  | «San Miguel» (backing vocals excerpt)          | 1:00     |  |
| 21.                  | «Break Away (Tag)» (backing vocals excerpt)    | 0:18     |  |
| 22.                  | «Cotton Fields (The Cotton Song)» (a Cappella) | 2:44     |  |
| 23.                  | «Good Time» (backing vocals excerpt)           | 0:19     |  |
| 24.                  | «This Whole World» (backing vocals section)    | 1:05     |  |
| 25.                  | «Add Some Music To Your Day» (a Cappella)      | 3:30     |  |
| 26.                  | «Got To Know The Woman» (a Cappella)           | 2:52     |  |
| 27.                  | «It's About Time» (backing vocals excerpt)     | 0:50     |  |
| 28.                  | «All I Wanna Do» (a Cappella)                  | 2:58     |  |
| 29.                  | «Forever» (2019 a Cappella mix)                | 2:52     |  |

#### Disco 4
| Surf's Up Sessions |                                                                          |          |  |
| N.º                | Título                                                                   | Duración |  |
| 1.                 | «Don't Go Near The Water» (track and backing vocals)                     | 3:45     |  |
| 2.                 | «Long Promised Road» (track and backing vocals)                          | 3:38     |  |
| 3.                 | «Take a Load Off Your Feet» (alternate vocal)                            | 2:28     |  |
| 4.                 | «Disney Girls (1957)» (track and backing vocals)                         | 4:17     |  |
| 5.                 | «Student Demonstration Time» (track and backing vocals)                  | 3:45     |  |
| 6.                 | «Feel Flows» (track and backing vocals)                                  | 5:02     |  |
| 7.                 | «Lookin' at Tomorrow (A Welfare Song)» (session intro and alternate mix) | 2:43     |  |
| 8.                 | «A Day in the Life of a Tree» (track and backing vocals)                 | 2:55     |  |
| 9.                 | «'Til I Die» (long version with alternate lyrics)                        | 4:47     |  |
| 10.                | «Surf's Up» (2019 mix)                                                   | 4:08     |  |
| 11.                | «(Wouldn't It Be Nice to) Live Again» (extended 2019)                    | 6:50     |  |

| Surf's Up a Cappella |                                                       |          |  |
| N.º                  | Título                                                | Duración |  |
| 12.                  | «Don't Go Near The Water» (2020 a Cappella mix)       | 2:36     |  |
| 13.                  | «Long Promised Road» (a Cappella)                     | 4:00     |  |
| 14.                  | «Feel Flows» (backing vocal excerpt)                  | 0:33     |  |
| 15.                  | «Disney Girls» (backing vocal excerpt)                | 0:36     |  |
| 16.                  | «A Day In The Life of a Tree» (backing vocal excerpt) | 0:32     |  |
| 17.                  | «'Til I Die» (a Cappella)                             | 2:36     |  |
| 18.                  | «Surf's Up» (a Cappella)                              | 4:04     |  |

| Bonus Tracks |                                      |          |  |
| N.º          | Título                               | Duración |  |
| 19.          | «I Just Got My Pay» (2019 mix)       | 2:43     |  |
| 20.          | «Walkin'» (2019 mix)                 | 2:44     |  |
| 21.          | «When Girls Get Together» (2020 mix) | 3:45     |  |
| 22.          | «Baby Baby»                          | 3:13     |  |
| 23.          | «Awake»                              | 3:44     |  |
| 24.          | «It's a New Day»                     | 2:20     |  |

#### Disco 5
| Bonus Disc |                                                                     |          |  |
| N.º        | Título                                                              | Duración |  |
| 1.         | «This Whole World» (alternate ending)                               | 1:41     |  |
| 2.         | «Add Some Music To Your Day» (alternate version)                    | 3:27     |  |
| 3.         | «Don't Go Near The Water» (alternate version)                       | 2:42     |  |
| 4.         | «Surf's Up Part 1» (1971 remake track with 1966 Brian vocal)        | 1:41     |  |
| 5.         | «Soulful Old Man Sunshine» (2019 mix)                               | 3:14     |  |
| 6.         | «I'm Goin' Your Way» (alternate mix)                                | 2:24     |  |
| 7.         | «Where Is She?» (2019 mix)                                          | 2:22     |  |
| 8.         | «Carnival (Over the Waves/Sobra las Olas)» (2019 mix)               | 1:34     |  |
| 9.         | «It's Natural»                                                      | 2:35     |  |
| 10.        | «Medley: All Of My Love/Ecology»                                    | 5:05     |  |
| 11.        | «Before»                                                            | 2:25     |  |
| 12.        | «Behold the Night»                                                  | 2:26     |  |
| 13.        | «Old Movie (Cuddle Up)»                                             | 3:37     |  |
| 14.        | «Hawaiian Dream»                                                    | 4:33     |  |
| 15.        | «Settle Down/Sound of Free» (basic session outtake)                 | 2:17     |  |
| 16.        | «I've Got a Friend»                                                 | 2:26     |  |
| 17.        | «'Til I Die» (piano demo)                                           | 1:55     |  |
| 18.        | «Back Home» (demo)                                                  | 2:20     |  |
| 19.        | «Back Home» (alternate version)                                     | 2:34     |  |
| 20.        | «Won't You Tell Me» (demo)                                          | 2:01     |  |
| 21.        | «Won't You Tell Me» (2019 mix)                                      | 2:54     |  |
| 22.        | «Barbara» (2020 mix)                                                | 2:59     |  |
| 23.        | «Slip On Through» (early version track)                             | 2:48     |  |
| 24.        | «Susie Cincinnati» (basic session highlights)                       | 3:05     |  |
| 25.        | «My Solution» (track and backing vocals)                            | 3:04     |  |
| 26.        | «You Never Give Me Your Money»                                      | 0:40     |  |
| 27.        | «Medley: Happy Birthday, Brian/God Only Knows»                      | 2:47     |  |
| 28.        | «You Need a Mess of Help to Stand Alone» (track and backing vocals) | 3:32     |  |
| 29.        | «Marcella» (a Cappella)                                             | 3:27     |  |

### Edición de 2-CD

#### Disco 1
Sunflower 2019 remaster – as above
| Sunflower bonus tracks |                                                  |          |  |
| N.º                    | Título                                           | Duración |  |
| 13.                    | «Loop De Loop» (1969 mix)                        | 2:58     |  |
| 14.                    | «San Miguel» (2020 mix)                          | 2:19     |  |
| 15.                    | «Susie Cincinnati» (2019 mix)                    | 3:01     |  |
| 16.                    | «Good Time» (2019 mix)                           | 2:55     |  |
| 17.                    | «I Just Got My Pay» (2019 mix)                   | 2:43     |  |
| 18.                    | «Two Can Play» (2019 mix)                        | 2:06     |  |
| 19.                    | «I'm Goin' Your Way» (Alternate mix)             | 2:10     |  |
| 20.                    | «Where Is She» (2019 mix)                        | 2:21     |  |
| 21.                    | «Break Away (Tag)» (Backing vocals excerpt)      | 0:17     |  |
| 22.                    | «Our Sweet Love» (String section)                | 1:00     |  |
| 23.                    | «This Whole World» (Alternate ending)            | 1:41     |  |
| 24.                    | «Add Some Music to Your Day» (Alternate version) | 3:27     |  |
| 25.                    | «Soulful Old Man Sunshine» (2019 mix)            | 3:00     |  |
| 26.                    | «All I Wanna Do» (a capela)                      | 2:41     |  |
| 27.                    | «Back Home» (Alternate version)                  | 2:34     |  |
| 28.                    | «When Girls Get Together» (2019 mix)             | 3:45     |  |
| 29.                    | «This Whole World» (Live 1988)                   | 2:01     |  |

#### Disco 2
Surf's Up 2019 remaster – as above
| Surf's Up Bonus Tracks |                                                                   |          |  |
| N.º                    | Título                                                            | Duración |  |
| 11.                    | «It's a New Day»                                                  | 2:20     |  |
| 12.                    | «Big Sur» (1970 version)                                          | 2:35     |  |
| 13.                    | «(Wouldn't It Be Nice to) Live Again» (Extended 2019)             | 4:36     |  |
| 14.                    | «4th of July» (2019 mix)                                          | 3:09     |  |
| 15.                    | «Lady (Fallin' in Love)» (1970 stereo mix)                        | 2:21     |  |
| 16.                    | «Behold the Night»                                                | 2:23     |  |
| 17.                    | «Medley: All of My Love / Ecology»                                | 4:16     |  |
| 18.                    | «Sweet and Bitter»                                                | 2:20     |  |
| 19.                    | «My Solution»                                                     | 3:43     |  |
| 20.                    | «Awake»                                                           | 3:17     |  |
| 21.                    | «Disney Girls» (Live 1982)                                        | 4:19     |  |
| 22.                    | «Surf's Up» (Live 1973)                                           | 4:55     |  |
| 23.                    | «You Need a Mess of Help to Stand Alone» (Track & backing vocals) | 3:15     |  |
| 24.                    | «Feel Flows» (Backing vocals excerpt)                             | 0:32     |  |
| 25.                    | «Disney Girls» (Backing vocals excerpt)                           | 0:19     |  |

### Edición doble LP
| Side one – Sunflower 2019 remaster and bonus tracks |                                                                   |          |  |
| N.º                                                 | Título                                                            | Duración |  |
| 1.                                                  | «Slip On Through»                                                 | 2:19     |  |
| 2.                                                  | «This Whole World»                                                | 1:58     |  |
| 3.                                                  | «Add Some Music to Your Day»                                      | 3:36     |  |
| 4.                                                  | «Got to Know the Woman»                                           | 2:43     |  |
| 5.                                                  | «Deirdre»                                                         | 3:30     |  |
| 6.                                                  | «It's About Time»                                                 | 2:57     |  |
| 7.                                                  | «Cotton Fields» (2020 stereo mix, previously unreleased)          | 3:16     |  |
| 8.                                                  | «San Miguel» (Backing vocals excerpt, previously unreleased)      | 0:35     |  |
| 9.                                                  | «It's About Time» (Backing vocals excerpt, previously unreleased) | 0:50     |  |

| Side two – Sunflower 2019 remaster and bonus tracks |                                                       |          |  |
| N.º                                                 | Título                                                | Duración |  |
| 1.                                                  | «Tears in the Morning»                                | 4:07     |  |
| 2.                                                  | «All I Wanna Do»                                      | 2:36     |  |
| 3.                                                  | «Forever»                                             | 2:42     |  |
| 4.                                                  | «Our Sweet Love»                                      | 2:41     |  |
| 5.                                                  | «At My Window»                                        | 2:32     |  |
| 6.                                                  | «Cool, Cool Water»                                    | 5:03     |  |
| 7.                                                  | «This Whole World» (Live 1988, previously unreleased) | 2:01     |  |

| Side three – Surf's Up 2019 remaster and bonus tracks |                                       |          |  |
| N.º                                                   | Título                                | Duración |  |
| 1.                                                    | «Don't Go Near the Water»             | 2:41     |  |
| 2.                                                    | «Long Promised Road»                  | 3:32     |  |
| 3.                                                    | «Take a Load Off Your Feet»           | 2:32     |  |
| 4.                                                    | «Disney Girls (1957)»                 | 4:08     |  |
| 5.                                                    | «Student Demonstration Time»          | 3:59     |  |
| 6.                                                    | «Disney Girls» (Live 1982)            | 4:19     |  |
| 7.                                                    | «Feel Flows» (Backing vocals excerpt) | 0:33     |  |

| Side four – Surf's Up 2019 remaster and bonus tracks |                                                        |          |  |
| N.º                                                  | Título                                                 | Duración |  |
| 1.                                                   | «Feel Flows»                                           | 4:44     |  |
| 2.                                                   | «Lookin' at Tomorrow (A Welfare Song)»                 | 1:57     |  |
| 3.                                                   | «A Day in the Life of a Tree»                          | 3:09     |  |
| 4.                                                   | «'Til I Die»                                           | 2:32     |  |
| 5.                                                   | «Surf's Up»                                            | 4:14     |  |
| 6.                                                   | «A Day in the Life of a Tree» (Track & backing vocals) | 2:54     |  |
| 7.                                                   | «'Til I Die» (a capela)                                | 2:11     |  |

### Edición cuádruple LP
First LP, sides one and two – Sunflower 2019 remaster and bonus tracks – same running order as 1st LP of double LP edition
| Second LP, side one – Sunflower bonus tracks |                                             |          |  |
| N.º                                          | Título                                      | Duración |  |
| 1.                                           | «Loop de Loop» (Original 1969 mix)          | 2:59     |  |
| 2.                                           | «San Miguel» (2020 mix)                     | 2:20     |  |
| 3.                                           | «Susie Cincinnati» (2020 mix)               | 3:02     |  |
| 4.                                           | «Good Time» (2019 mix)                      | 2:56     |  |
| 5.                                           | «I Just Got My Pay» (2019 mix)              | 2:43     |  |
| 6.                                           | «Two Can Play» (2019 mix)                   | 2:06     |  |
| 7.                                           | «I'm Goin' Your Way» (Alternate mix)        | 2:10     |  |
| 8.                                           | «Where Is She» (2019 mix)                   | 2:22     |  |
| 9.                                           | «Break Away (Tag)» (Backing vocals excerpt) | 0:18     |  |
| 10.                                          | «Our Sweet Love» (String section)           | 1:00     |  |

| Second LP, side two – Sunflower bonus tracks |                                                  |          |  |
| N.º                                          | Título                                           | Duración |  |
| 1.                                           | «This Whole World» (Alternate ending)            | 1:41     |  |
| 2.                                           | «Add Some Music to Your Day» (Alternate version) | 3:27     |  |
| 3.                                           | «Soulful Old Man Sunshine» (2019 mix)            | 3:00     |  |
| 4.                                           | «All I Wanna Do» (a capela)                      | 2:41     |  |
| 5.                                           | «Back Home» (Alternate version)                  | 2:34     |  |
| 6.                                           | «When Girls Get Together» (2019 mix)             | 3:45     |  |
| 7.                                           | «It's About Time» (Live 1971)                    | 3:55     |  |
| 8.                                           | «This Whole World» (Backing vocals section)      | 0:34     |  |

Third LP, sides one and two – Surf's Up 2019 remaster and bonus tracks – same running order as 2nd LP of double LP edition
| Fourth LP, side one – Surf's Up bonus tracks |                                                  |          |  |
| N.º                                          | Título                                           | Duración |  |
| 1.                                           | «It's a New Day»                                 | 2:20     |  |
| 2.                                           | «Big Sur» (1970 version)                         | 2:35     |  |
| 3.                                           | «(Wouldn't It Be Nice to) Live Again» (2019 mix) | 4:35     |  |
| 4.                                           | «H.E.L.P. is On the Way» (2019 mix)              | 2:31     |  |
| 5.                                           | «4th of July» (2019 mix)                         | 3:09     |  |
| 6.                                           | «Lady (Fallin' in Love)» (1970 stereo mix)       | 2:21     |  |
| 7.                                           | «Behold the Night»                               | 2:24     |  |
| 8.                                           | «'Til I Die» (Piano demo)                        | 1:55     |  |

| Fourth LP, side two – Surf's Up bonus tracks |                                                        |          |  |
| N.º                                          | Título                                                 | Duración |  |
| 1.                                           | «Medley: All of My Love / Ecology»                     | 4:15     |  |
| 2.                                           | «Sweet and Bitter»                                     | 2:21     |  |
| 3.                                           | «My Solution»                                          | 3:43     |  |
| 4.                                           | «Awake»                                                | 3:17     |  |
| 5.                                           | «Take a Load Off Your Feet» (Live 1993)                | 2:26     |  |
| 6.                                           | «Surf's Up» (Live 1973)                                | 4:56     |  |
| 7.                                           | «A Day in the Life of a Tree» (Backing vocals excerpt) | 0:32     |  |
| 8.                                           | «Disney Girls» (Backing vocals excerpt)                | 0:20     |  |